# Obsjtina Kostinbrod
obsjtina Kostinbrod (bulgariska: Община Костинброд) är en kommun i Bulgarien.   Den ligger i regionen Sofijska oblast, i den västra delen av landet, 23 km norr om huvudstaden Sofia.
obsjtina Kostinbrod delas in i:
- Goljanovtsi
- Gradets
- Dragovisjtitsa
- Opitsvet
- Petărtj
- Tjibaovtsi

Följande samhällen finns i obsjtina Kostinbrod:
- Kostinbrod
- Opitsvet
- Drŭmsha

Omgivningarna runt obsjtina Kostinbrod är en mosaik av jordbruksmark och naturlig växtlighet. Runt obsjtina Kostinbrod är det ganska tätbefolkat, med 111 invånare per kvadratkilometer.